# Bildstein von Priediens
Der Bildstein von Priediens wurde in den 1930er-Jahren bei archäologischen Untersuchungen auf Gräberfeldern nahe der Stadt Grobin in Kurland gefunden. Die Stadt liegt etwa 11 km östlich von Libau am Alandafluss, im lettischen Kurland. Grabungsleiter war Birger Nerman (1888–1971), ein schwedischer Archäologe an der Universität von Tartu (dt. Dorpat). Ein Ergebnis der Forschung war, dass zwischen 650 und 850, also während der Vendelzeit und der beginnenden Wikingerzeit, eine aus Gotland stammende Bevölkerung in dem Gebiet lebte. Der Platz gilt als der in frühgeschichtlichen Schriften überlieferte Handelsplatz Seeburg.
Ein weiterer Beleg kam im Jahre 1989 bei der Untersuchung eines vendelzeitlichen Grabhügels auf dem Gräberfeld von Priediens II (Pastorat) zum Vorschein. Der Hügel bedeckte ein Brandgrab aus dem 7. Jahrhundert und barg den ersten Bildstein in der Region, der wahrscheinlich von Gotland eingeführt wurde (Petrenko 1991). Der aus Kalkstein gehauene Stein gehört zum Typ B nach Sune Lindqvist (1887–1976), den so genannten Zwergsteinen bis 70 cm Höhe. Die ornamentale Komposition kann man mit dem Stein von Smiss vergleichen. Das Detail mit den beiden Vögeln ähnelt stark dem Vogel auf dem Stein I im Kirchspiel Garda. Die Vögel sind ordentlich gehauen und stellen vermutlich Enten, Gänse oder Schwäne dar. Der Bildstein von Priediens ist stark erodiert. Es wurden keine ähnlichen Steine im Baltikum gefunden. Er befindet sich im Museum für Geschichte und Kunst in Liepāja.
Der Export von Bildsteinen von Gotland zum schwedischen Festland nach Öland und Kurland kann als Vorläufer der mittelalterlichen Ausfuhr von Kalkstein und gehauener Taufsteine sowie weiterer Architekturbestandteile betrachtet werden.